# 証聖
証聖（しょうせい、𨭻𨲢とも）は、武周の武則天の治世に使用された元号。695年。

## 西暦・干支との対照表
| 証聖 | 元年  |
| 西暦 | 695年 |
| 干支 | 乙未  |